# Chiara e gli altri
Chiara e gli altri è una serie televisiva italiana, trasmessa su Italia 1 tra il 1989 e il 1991, con Alessandro Haber, Ottavia Piccolo e Morena Turchi.

## Trama
La serie narra le vicende di Paolo e Livia Malfatti, una coppia separata della borghesia intellettuale romana che, dopo una sentenza del giudice, che decide di assegnare la casa di residenza ai loro tre figli Chiara, Lucilla e Marco, deve alternarsi per quattro mesi a badare a loro.

## Produzione
La vicenda è ispirata ad un fatto realmente accaduto nel napoletano.
Successivamente andò in onda una seconda serie del telefilm, sempre su Italia 1; la prima, trasmessa dal 29 marzo al 21 giugno 1989, era di 13 puntate da 60 minuti e ottenne una media di ascolto di 2.411.000 spettatori. La seconda venne trasmessa dal 18 gennaio al 12 aprile 1991 (anch'essa di 13 episodi da 60 minuti) e ottenne una media di ascolto di 2.425.000 spettatori.
Nel cast compare anche un'allora giovane Samuela Sardo, nel ruolo di Gianna Motta, un'amica di Chiara. Nel cast sono presenti dalla seconda stagione anche Elisabetta Ferracini, nel ruolo di Benedetta, la fidanzata di Marco, al debutto in TV (prima interpretata da Romina Lari) e Stefano Masciarelli nel ruolo del mago, nuovo vicino di casa della famiglia Malfatti.
Nel 2013 e di nuovo nel 2018, la serie viene replicata in notturna sul canale del digitale terrestre Italia 2 e nel 2017 su Retecapri, rete televisiva del gruppo Mediaset.

## Episodi

### Prima stagione
La prima stagione andò in onda nel 1989 su Italia 1 con il seguente ordine di episodi:
| Nº | Titolo      | Prima TV Italia |
| -- | ----------- | --------------- |
| 1  | Episodio 1  | 29 marzo 1989   |
| 2  | Episodio 2  | 5 aprile 1989   |
| 3  | Episodio 3  | 12 aprile 1989  |
| 4  | Episodio 4  | 19 aprile 1989  |
| 5  | Episodio 5  | 26 aprile 1989  |
| 6  | Episodio 6  | 3 maggio 1989   |
| 7  | Episodio 7  | 10 maggio 1989  |
| 8  | Episodio 8  | 17 maggio 1989  |
| 9  | Episodio 9  | 24 maggio 1989  |
| 10 | Episodio 10 | 31 maggio 1989  |
| 11 | Episodio 11 | 7 giugno 1989   |
| 12 | Episodio 12 | 14 giugno 1989  |
| 13 | Episodio 13 | 21 giugno 1989  |

### Seconda stagione
La seconda stagione andò in onda nel 1991 su Italia 1 con il seguente ordine di episodi:
| Nº | Titolo      | Prima TV Italia  |
| -- | ----------- | ---------------- |
| 1  | Episodio 1  | 18 gennaio 1991  |
| 2  | Episodio 2  | 25 gennaio 1991  |
| 3  | Episodio 3  | 1 febbraio 1991  |
| 4  | Episodio 4  | 8 febbraio 1991  |
| 5  | Episodio 5  | 15 febbraio 1991 |
| 6  | Episodio 6  | 22 febbraio 1991 |
| 7  | Episodio 7  | 1 marzo 1991     |
| 8  | Episodio 8  | 8 marzo 1991     |
| 9  | Episodio 9  | 15 marzo 1991    |
| 10 | Episodio 10 | 22 marzo 1991    |
| 11 | Episodio 11 | 29 marzo 1991    |
| 12 | Episodio 12 | 5 aprile 1991    |
| 13 | Episodio 13 | 12 aprile 1991   |